# 河崎晃夫
河崎 晃夫（かわさき てるお、1918年6月11日 - 2000年7月7日）は、日本の経営者。三菱レイヨン社長を務めた。

## 来歴・人物
大阪府大阪市出身。1943年に慶應義塾大学経済学部経済学科を卒業し、同年に日本化成工業に入社。1971年11月に三菱レイヨン取締役に就任し、1975年5月に常務、1979年6月に専務を経て、1982年6月に副社長に就任し、1983年6月には社長に就任。1988年6月に会長に就任し、1993年6月から相談役を務めた。
1992年4月に勲二等瑞宝章を受章。
2000年7月7日肝不全のために死去。82歳没。